# Ceratonereis antarctica
Ceratonereis antarctica är en ringmaskart som beskrevs av Hartmann-Schröder och Rosenfeldt 1988. Ceratonereis antarctica ingår i släktet Ceratonereis och familjen Nereididae. Inga underarter finns listade i Catalogue of Life.